# Crema
Crema – miasto i gmina we Włoszech, w regionie Lombardia, w prowincji Cremona.
Według danych na rok 2004 gminę zamieszkiwało 32 913 osób, 968 os./km².

## Zdjęcia

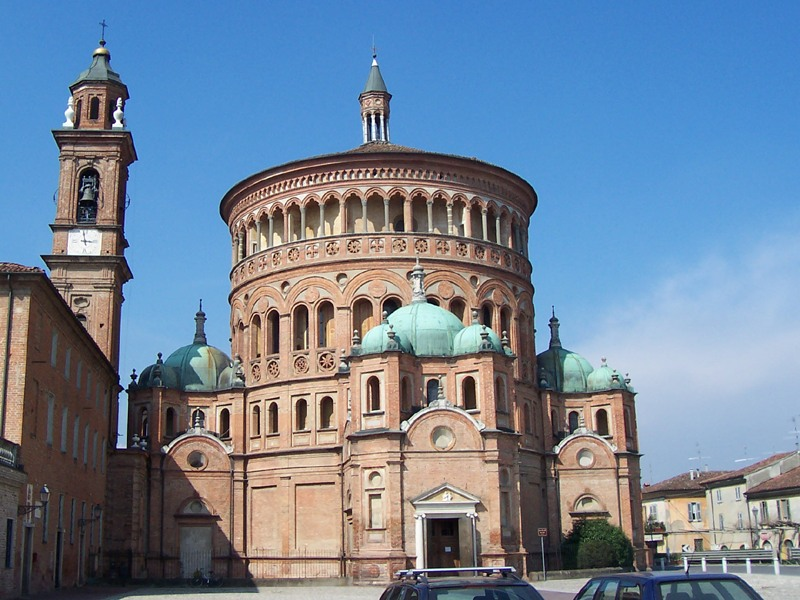
Kościół Santa Maria della Croce.
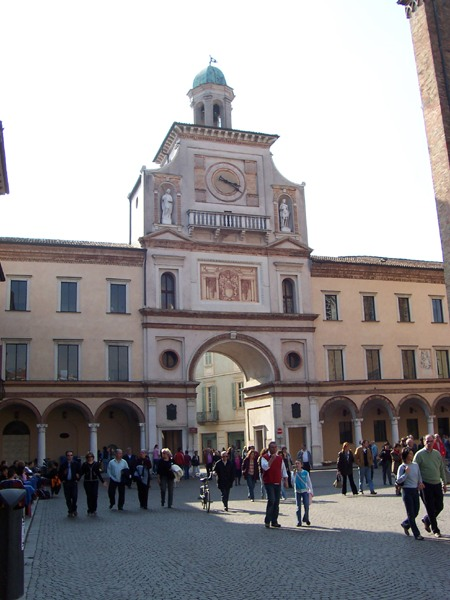
Wieża zegarowa.

## Współpraca
- Melun, Francja